# Justicia longula
Justicia longula är en akantusväxtart som beskrevs av Raymond Benoist. Justicia longula ingår i släktet Justicia och familjen akantusväxter. Inga underarter finns listade i Catalogue of Life.